# Atsushi Oka
Pour les articles homonymes, voir Oka.
Atsushi Oka (岡 篤志), né le 3 septembre 1995 à Tsukuba, est un coureur cycliste japonais.

## Biographie
En 2013, Atsushi Oka devient champion du Japon du contre-la-montre juniors. En septembre, il est sélectionné pour participer aux championnats du monde sur route, disputés à Florence. Dans sa catégorie, il se classe 29e du contre-la-montre et 121e de la course en ligne.
En 2014, il court quelques courses en France au sein de l'équipe japonaise EQA U23, terminant notamment deuxième de la Primevère montoise et neuvième du Grand Prix d'ouverture Pierre-Pinel. Dans son pays, il se classe cinquième du championnat du Japon du contre-la-montre. En 2016, il devient vice-champion du Japon du contre-la-montre espoirs. 
En 2017, il est engagé par l'équipe continentale Utsunomiya Blitzen. Avec celle-ci, il se classe deuxième d'une étape et sixième du Tour de Tochigi, huitième du prologue du Tour du Japon puis 4e et 8e de deux autres étapes, au terme d'arrivées au sprint. Durant l'été, il prend la quatrième place du championnat du Japon du contre-la-montre, puis est sélectionné pour disputer le Tour de l'Avenir. Sur cette épreuve, il obtient son meilleur classement sur la troisième étape, 16e, à l'issue d'un sprint massif. En septembre, il se classe second à deux reprises sur des étapes du Tour de la province de Valence, une course par étapes du calendrier amateur espagnol.
Il se distingue sur le calendrier japonais lors de la saison 2019, 4e du Tour de Tochigi, vainqueur du prologue du Tour du Japon, 2e du Tour de Kumano puis du championnat national du contre-la-montre et 15e de la course préolympique à Tokyo le 21 juillet. Sur la deuxième partie de saison, il prend part à des compétitions sur le sol européen, 35e de la Classique d'Ordizia, 98e du Tour Alsace avec une 13e place d'étape et 51e du Czech Cycling Tour avec une 16e place d'étape. De retour au pays pour conclure sa saison, il se classe 4e du Tour de Hokkaido et 21e de la Japan Cup. À cette occasion, l'équipe Delko Marseille Provence annonce son recrutement pour la saison 2020.
Le 13 décembre 2020, il est testé positif à l'acétazolamide (un diurétique utilisé en sport pour contrer le mal des montagnes) lors d'un contrôle hors compétition. Il est suspendu quatre mois, soit jusqu'au 24 mai 2021.

## Palmarès
- 2013
  -  Champion du Japon du contre-la-montre juniors
  - 2e du championnat du Japon sur route juniors
- 2016
  - 2e du championnat du Japon du contre-la-montre espoirs
- 2019
  - Prologue du Tour du Japon
  - 2e du Tour de Kumano
  - 2e du championnat du Japon du contre-la-montre
- 2022
  - 3e étape du Tour du Japon
- 2023
  - 5e étape du Tour du Japon
  - Tour de Kumano
  - 3e du Tour du Japon
- 2024
  - Tour de Kumano
- 2025
  - 1re étape du Tour du Japon
  - 3e du Tour de Kumano

## Classements mondiaux
| Année                                 | 2017  | 2018  | 2019 | 2020 | 2021 | 2022  | 2023 | 2024 |
| ------------------------------------- | ----- | ----- | ---- | ---- | ---- | ----- | ---- | ---- |
| Classement mondial                    | 1464e | 1632e | 713e | nc   | 855e | 1279e | 384e | 814e |
| UCI Asia Tour                         | 242e  | 279e  | 35e  | nc   | 23e  | 93e   | 16e  | 41e  |
|                                       |       |       |      |      |      |       |      |      |
| Légende : nc = non classéSource : UCI |       |       |      |      |      |       |      |      |